# Gonfreville-Caillot
Gonfreville-Caillot és un municipi francès situat al departament del Sena Marítim i a la regió de Normandia. L'any 2007 tenia 313 habitants.

## Demografia

### Població
El 2007 la població de fet de Gonfreville-Caillot era de 313 persones. Hi havia 112 famílies de les quals 16 eren unipersonals (16 homes vivint sols), 40 parelles sense fills, 48 parelles amb fills i 8 famílies monoparentals amb fills.
La població ha evolucionat segons el següent gràfic:
Habitants censats

### Habitatges
El 2007 hi havia 123 habitatges, 112 eren l'habitatge principal de la família, 6 eren segones residències i 5 estaven desocupats. 122 eren cases i 1 era un apartament. Dels 112 habitatges principals, 103 estaven ocupats pels seus propietaris i 9 estaven llogats i ocupats pels llogaters; 1 tenia dues cambres, 10 en tenien tres, 26 en tenien quatre i 75 en tenien cinc o més. 94 habitatges disposaven pel capbaix d'una plaça de pàrquing. A 43 habitatges hi havia un automòbil i a 64 n'hi havia dos o més.

### Piràmide de població
La piràmide de població per edats i sexe el 2009 era:
| Homes | Edats   | Dones |
| ----- | ------- | ----- |
| 0     | 95 o +  | 0     |
| 0     | 90 a 94 | 0     |
| 0     | 85 a 89 | 0     |
| 0     | 80 a 84 | 0     |
| 4     | 75 a 79 | 8     |
| 4     | 70 a 74 | 0     |
| 8     | 65 a 69 | 4     |
| 4     | 60 a 64 | 4     |
| 0     | 55 a 59 | 4     |
| 24    | 50 a 54 | 8     |
| 16    | 45 a 49 | 16    |
| 4     | 40 a 44 | 12    |
| 0     | 35 a 39 | 0     |
| 16    | 30 a 34 | 16    |
| 12    | 25 a 29 | 0     |
| 8     | 20 a 24 | 4     |
| 20    | 15 a 19 | 8     |
| 8     | 10 a 14 | 8     |
| 8     | 5 a 9   | 8     |
| 4     | 0 a 4   | 4     |

## Economia
El 2007 la població en edat de treballar era de 215 persones, 153 eren actives i 62 eren inactives. De les 153 persones actives 143 estaven ocupades (83 homes i 60 dones) i 10 estaven aturades (3 homes i 7 dones). De les 62 persones inactives 19 estaven jubilades, 21 estaven estudiant i 22 estaven classificades com a «altres inactius».

### Ingressos
El 2009 a Gonfreville-Caillot hi havia 116 unitats fiscals que integraven 329 persones, la mediana anual d'ingressos fiscals per persona era de 20.888 €.

### Activitats econòmiques
L'únic establiment que hi havia el 2007 era d'una empresa de construcció.
L'únic servei als particulars que hi havia el 2009 era un electricista.

## Equipaments sanitaris i escolars
El 2009 hi havia una escola maternal integrada dins d'un grup escolar amb les comunes properes formant una escola dispersa.

## Poblacions més properes
El següent diagrama mostra les poblacions més properes.